# Baby, You Don't Wanna Know
«Baby, You Don't Wanna Know» другий сингл з п'ятого альбому Screaming Bloody Murder групи Sum 41, офіційно виданий як канадський радіо-сингл 15 червня 2011 року. 3 серпня виданий для решти світу разом з кліпом.

## Використання в медіа
Пісня також є саундтреком до фільму Зелений шершень 2011 року.

## Живі виступи
Група виконала пісню вперше 22 червня 2011 року, в Анже, Франція. Пісня виконувалась ще на багатьох концертах, хоча пісня є синглом група не виконувала її на кожному концерті.

## Кліп
28 червня 2011 року в Twitter Sum 41 оголосила що зніме кліп на пісню «Baby, You Don't Wanna Know» під час перерви між концертами в Німеччині. В липні 2011 року асистент групи Мет Уілбі підтвердив, що кліп буде знято в Німеччині та з малим бюджетом. 3 серпня 2011 року група презентувала кліп ексклюзивно на німецькому вебсайті Myvideo.de. A day later, it premiered on VEVO and YouTube, for worldwide audiences.

## Список пісень
| Digital download | Digital download             | Digital download |
| #                | Назва                        | Тривалість       |
| ---------------- | ---------------------------- | ---------------- |
| 1.               | «Baby, You Don't Wanna Know» | 3:34             |

## Чарти
| Чарт (2011)      | Найвища позиція |
| ---------------- | --------------- |
| Canadian Hot 100 | 10              |

## Історія релізу
| Регіон | Дата                | Формат  |
| ------ | ------------------- | ------- |
| Канада | 15 червня 2011 року | Airplay |
| Європа | 3 серпня 2011 року  | Airplay |